# Vukošić
Vukošić (en serbe cyrillique : Вукошић) est un village de Serbie situé dans la municipalité de Vladimirci, district de Mačva. Au recensement de 2011, il comptait 668 habitants.

## Démographie

### Évolution historique de la population
| 1948  | 1953  | 1961  | 1971 | 1981 | 1991 | 2002 | 2011 |
| ----- | ----- | ----- | ---- | ---- | ---- | ---- | ---- |
| 1 030 | 1 109 | 1 007 | 931  | 863  | 829  | 748  | 668  |

|  |